# L'Échonova
L'Échonova est une salle de concert française située à Saint-Avé dans le département du Morbihan en région Bretagne.

## Présentation
Créée en 2010, L'Échonova dispose d'une salle de spectacles de 600 places qui accueille une cinquantaine de concerts par an. Elle possède aussi cinq studios de répétition et un studio d'enregistrement, qu'elle met à disposition des groupes locaux. On y trouve également un centre de documentation,.
L'Échonova est labélisé scène de musiques actuelles par le Ministère de la Culture.